# Shahrestān-e Bākharz
Shahrestān-e Bākharz (persiska: شهرستان باخرز, باخرز) är en delprovins (shahrestan) i Iran.   Den ligger i provinsen Razavikhorasan, i den östra delen av landet, 800 km öster om huvudstaden Teheran.
Delprovinsen hade 54 615 invånare 2016.